# Jorinus van der Wiel

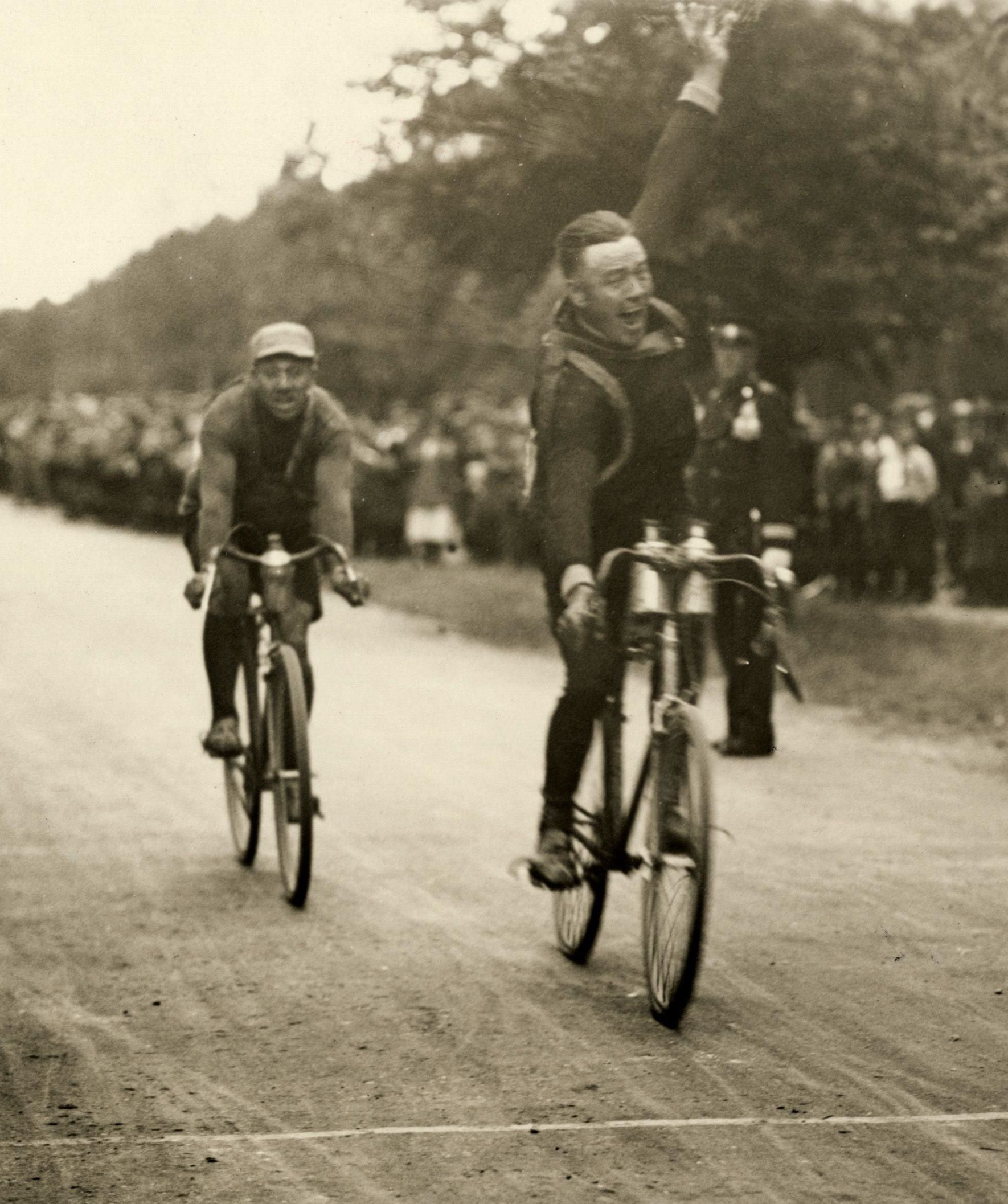
Jorinus van der Wiel beim Gewinn der Straßenmeisterschaft 1925

Jorinus van der Wiel (* 15. August 1893 in Utrecht; † 5. März 1960 in Rotterdam) war ein niederländischer Radrennfahrer.
Fünfmal wurde Jorinus van der Wiel zwischen 1915 und 1925 Niederländischer Meister im Straßenrennen und hält damit bis heute den Rekord. Zweimal belegte er den zweiten, einmal den dritten Platz. Ein weiterer Gewinn des Titels im Jahr 1926 wurde ihm verwehrt, indem er auf den zweiten Platz hinter Klaas van Nek zurückgesetzt wurde.
Anschließend ließ sich van der Wiel reamateurisieren und wurde 1929 nochmals Zweiter der Niederländischen Meisterschaften bei den Amateuren.